# Dobrova (Dobrova–Polhov Gradec)

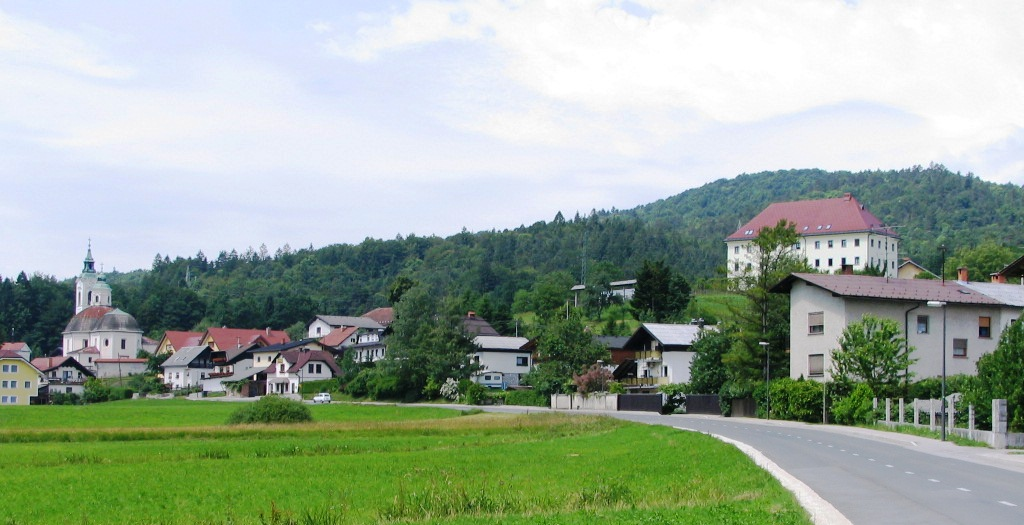
Dobrova, 2010

Dobrova (Aussprache  [ˈdoːbɾɔʋa], deutsch: Dobrawa) ist das Verwaltungszentrum der Gemeinde Dobrova-Polhov Gradec in der historischen Region Oberkrain in Slowenien nordwestlich von Ljubljana.

## Lage
Der Ort liegt an der Straße von Ljubljana nach Polhov Gradec an der Stelle, an der sich die Straßen nach Horjul im Südwesten und nach Šentvid in der Stadtgemeinde Ljubljana im Nordosten teilen. Die Siedlung erstreckt sich entlang des flachen Gebiets im Nordosten bis zum Fluss Gradaščica und umfasst einen Großteil des Dobrova-Hügels (slowenisch: Dobrovski hrib) im Südwesten. Die Bäche Bezenica, Široki potok  und Ječnik Creek, linke Zuflüsse der Horjulščica, fließen durch die Hügel westlich der Siedlung. Zu Dobrova gehören die Weiler Pod Kotom (Pod kotom) nordwestlich der Hauptsiedlung und Graben südwestlich der Hauptsiedlung.

## Geschichte
Dobrova wurde erstmals 1252 in deutschen schriftlichen Quellen als In Harde (wörtlich „im Wald“), 1354 als cze Hard („am Wald“) und 1490 als Bey der Hurd („am Wald“) erwähnt. Der Name Dobrova leitet sich vom altslawischen *dǫbrova „Ort, an dem es einen Laub- oder Eichenwald gibt“ ab, wiederum abgeleitet von *dǫbъ „Laubbaum, Eiche“. Wie ähnliche Namen (z. B. Dobrovce, Dobrovnik, Zadobrova) bezog es sich ursprünglich auf die lokale Vegetation.
Während des Zweiten Weltkriegs war Dobrova ein starker Außenposten der italienischen Besatzer sowie der Dorfwache (den sogenannten Weißgardisten) und der Heimwehr. Im Sommer 1942 und im Winter 1943 kam es in der Umgebung häufig zu Kämpfen zwischen Partisanen und Besatzern.
Während der Zeit der Republik Jugoslawien gehörte die Gemeinde Dobrova zum Bezirk Ljubljana. Im Jahr 1960 wurde sie mit der Gemeinde Ljubljana-Vič-Rudnik zusammengelegt wurde. 1974 entstand die örtliche Gemeinde Dobrova, 1994 wurde die Gemeinde Dobrova in die Gemeinde Dobrova – Horjul – Polhov Gradec eingegliedert. Im Jahr 1998 wurde der damalige Gemeindeteil Horjul als Gemeinde Horjul selbständig und gleichzeitig entstand die Gemeinde Dobrova – Polhov Gradec.

## Sehenswürdigkeiten
- Pfarrkirche Mariä Himmelfahrt erbaut um 1715